# Gyorskorcsolya az 1992. évi téli olimpiai játékokon
Az 1992. évi téli olimpiai játékokon a gyorskorcsolya versenyszámait a L'anneau de vitesse pályán rendezték február 9. és 27. között. A férfiaknak és a nőknek egyaránt 5–5 versenyszámban osztottak érmeket.

## Éremtáblázat
(Az egyes számoszlopok legmagasabb értéke, vagy értékei vastagítással kiemelve.)
| Az 1992. évi téli olimpiai játékok éremtáblázata gyorskorcsolyában | Az 1992. évi téli olimpiai játékok éremtáblázata gyorskorcsolyában | Az 1992. évi téli olimpiai játékok éremtáblázata gyorskorcsolyában | Az 1992. évi téli olimpiai játékok éremtáblázata gyorskorcsolyában | Az 1992. évi téli olimpiai játékok éremtáblázata gyorskorcsolyában | Olimpia  |
| ------------------------------------------------------------------ | ------------------------------------------------------------------ | ------------------------------------------------------------------ | ------------------------------------------------------------------ | ------------------------------------------------------------------ | -------- |
|                                                                    | Ország                                                             | Arany                                                              | Ezüst                                                              | Bronz                                                              | Összesen |
| 1.                                                                 | Németország (GER)                                                  | 5                                                                  | 3                                                                  | 3                                                                  | 11       |
| 2.                                                                 | Norvégia (NOR)                                                     | 2                                                                  | 2                                                                  | 1                                                                  | 5        |
| 3.                                                                 | Egyesült Államok (USA)                                             | 2                                                                  | 0                                                                  | 0                                                                  | 2        |
| 4.                                                                 | Hollandia (NED)                                                    | 1                                                                  | 1                                                                  | 2                                                                  | 4        |
|                                                                    |                                                                    |                                                                    |                                                                    |                                                                    |          |
| 5.                                                                 | Kína (CHN)                                                         | 0                                                                  | 2                                                                  | 0                                                                  | 2        |
| 6.                                                                 | Japán (JPN)                                                        | 0                                                                  | 1                                                                  | 3                                                                  | 4        |
| 7.                                                                 | Dél-Korea (KOR)                                                    | 0                                                                  | 1                                                                  | 0                                                                  | 1        |
|                                                                    |                                                                    |                                                                    |                                                                    |                                                                    |          |
| 8.                                                                 | Ausztria (AUT)                                                     | 0                                                                  | 0                                                                  | 1                                                                  | 1        |
|                                                                    |                                                                    |                                                                    |                                                                    |                                                                    |          |
| Összesen                                                           | Összesen                                                           | 10                                                                 | 10                                                                 | 10                                                                 | 30       |

## Részt vevő nemzetek
A versenyeken 23 nemzet 154 sportolója vett részt.
- Ausztrália (AUS) (2)
- Ausztria (AUT) (3)
- Csehszlovákia (TCH) (2)
- Dél-Korea (KOR) (5)
- Egyesült Államok (USA) (19)
- Egyesített Csapat (EUN) (19)
- Észak-Korea (PRK) (5)
- Finnország (FIN) (2)
- Franciaország (FRA) (1)
- Hollandia (NED) (14)
- Japán (JPN) (15)
- Jugoszlávia (YUG) (2)
- Kanada (CAN) (9)
- Kína (CHN) (10)
- Lengyelország (POL) (4)
- Magyarország (HUN) (2)
- Mongólia (MGL) (2)
- Nagy-Britannia (GBR) (1)
- Németország (GER) (14)
- Norvégia (NOR) (8)
- Olaszország (ITA) (4)
- Románia (ROU) (3)
- Svédország (SWE) (8)

## Érmesek

### Férfi
| Az 1992. évi téli olimpiai játékok érmesei férfi gyorskorcsolyában |                                   |          |                                   |          |                                |          |
| Versenyszám                                                        | Arany                             | Arany    | Ezüst                             | Ezüst    | Bronz                          | Bronz    |
| 500 m                                                              | Uwe-Jens Mey · Németország (GER)  | 37,14    | Kuroiva Tosijuki · Japán (JPN)    | 37,18    | Inoue Dzsunicsi · Japán (JPN)  | 37,26    |
| 1000 m                                                             | Olaf Zinke · Németország (GER)    | 1:14,85  | Kim Junman · Dél-Korea (KOR)      | 1:14,86  | Mijabe Jukinori · Japán (JPN)  | 1:14,92  |
| 1500 m                                                             | Johann Olav Koss · Norvégia (NOR) | 1:54,81  | Ådne Søndrål · Norvégia (NOR)     | 1:54,85  | Leo Visser · Hollandia (NED)   | 1:54,90  |
| 5000 m                                                             | Geir Karlstad · Norvégia (NOR)    | 6:59,97  | Falko Zandstra · Hollandia (NED)  | 7:02,28  | Leo Visser · Hollandia (NED)   | 7:04,96  |
| 10 000 m                                                           | Bart Veldkamp · Hollandia (NED)   | 14:12,12 | Johann Olav Koss · Norvégia (NOR) | 14:14,58 | Geir Karlstad · Norvégia (NOR) | 14:18,13 |

### Női
| Az 1992. évi téli olimpiai játékok érmesei női gyorskorcsolyában |                                       |         |                                    |         |                                       |         |
| Versenyszám                                                      | Arany                                 | Arany   | Ezüst                              | Ezüst   | Bronz                                 | Bronz   |
| 500 m                                                            | Bonnie Blair · Egyesült Államok (USA) | 40,33   | Ye Qiaobo · Kína (CHN)             | 40,51   | Christa Luding · Németország (GER)    | 40,57   |
| 1000 m                                                           | Bonnie Blair · Egyesült Államok (USA) | 1:21,90 | Ye Qiaobo · Kína (CHN)             | 1:21,92 | Monique Garbrecht · Németország (GER) | 1:22,10 |
| 1500 m                                                           | Jacqueline Börner · Németország (GER) | 2:05,87 | Gunda Niemann · Németország (GER)  | 2:05,92 | Hasimoto Szeiko · Japán (JPN)         | 2:06,88 |
| 3000 m                                                           | Gunda Niemann · Németország (GER)     | 4:19,90 | Heike Warnicke · Németország (GER) | 4:22,88 | Hunyady Emese · Ausztria (AUT)        | 4:24,64 |
| 5000 m                                                           | Gunda Niemann · Németország (GER)     | 7:31,57 | Heike Warnicke · Németország (GER) | 7:37,59 | Claudia Pechstein · Németország (GER) | 7:39,80 |